# Liste der Baudenkmäler in Niederviehbach
Auf dieser Seite sind die Baudenkmäler in der niederbayerischen Gemeinde Niederviehbach zusammengestellt. Diese Tabelle ist eine Teilliste der Liste der Baudenkmäler in Bayern. Grundlage ist die Bayerische Denkmalliste, die auf Basis des Bayerischen Denkmalschutzgesetzes vom 1. Oktober 1973 erstmals erstellt wurde und seither durch das Bayerische Landesamt für Denkmalpflege geführt wird. Die folgenden Angaben ersetzen nicht die rechtsverbindliche Auskunft der Denkmalschutzbehörde.

## Baudenkmäler nach Ortsteilen

### Niederviehbach
| Lage                           | Objekt                                   | Beschreibung | Akten-Nr.     | Bild                                     |
| ------------------------------ | ---------------------------------------- | --- | ------------- | ---------------------------------------- |
| Fischerei 2 (Standort)         | Ehemalige Mühle                          | zweigeschossiger Satteldachbau mit verschaltem Giebel, 18. Jahrhundert; Ständerriegel-Stadel, Ende 18. Jahrhundert | D-2-79-130-2  | BW                                       |
| Fischerei 6 (Standort)         | Ehemals Fischerei                        | zweigeschossiges Wohnstallhaus mit Kniestock, Satteldach und verputztem Blockbau-Obergeschoss, 19. Jahrhundert, im Kern älter | D-2-79-130-54 | Ehemals Fischerei                        |
| Hauptstraße 36 ()              | Klosterökonomie                          | Dreiflügelanlage um großen Wirtschaftshof, 17. bis 19. Jahrhundert; Südtrakt, zweigeschossiger Satteldachbau mit zwei Stichbogenarkaden an der Stirnseite, 17. Jahrhundert; Osttrakt mit Brauerei, Massivbauten mit Satteldächern, Nordgiebel bezeichnet 1816; Westtrakt, zweigeschossig, Kopfbau mit Halbwalm-Dachabschluss an der nördlichen Stirnseite und Traufschrot, im Kern 17./18. Jahrhundert; nordwestlich Lagergebäude, Massivbau mit Satteldach, wohl 19. Jahrhundert; Taubenkobel, um 1900, in der Mitte des Wirtschaftshofes. Ehemaliges Augustinerinnenkloster, jetzt Dominikanerinnenkloster St. Maria und Schule, siehe Kirchenweg 6, Kirchenweg 8, Klosterstraße 10, Klosterstraße 12. | D-2-79-130-56 | Klosterökonomie                          |
| Hauptstraße 62 (Standort)      | Wohnteil des ehemaligen Mittertennhauses | Kleinbauernhaus mit teilweise verputztem Blockbau und Satteldach, 18./19. Jahrhundert | D-2-79-130-6  | Wohnteil des ehemaligen Mittertennhauses |
| Kirchenweg (Standort)          | Kriegerdenkmal                           | Stele auf Sockel, Granit, bezeichnet 1921. | D-2-79-130-55 | Kriegerdenkmal                           |
| Kirchenweg 4 (Standort)        | Wirtschaftsgebäude                       | Wirtschaftsgebäude, Satteldachbau, 19. Jahrhundert; Eckpavillon mit Resten der Klostermauer, wohl 17./18. Jahrhundert; Backsteinmauer, 19./20. Jahrhundert | D-2-79-130-7  | Wirtschaftsgebäude                       |
| Kirchenweg 6, 8, 12 (Standort) | Ehemaliges Augustinerinnen-Kloster       | Ehemaliges Augustinerinnen-Kloster, jetzt Dominikanerinnenkloster St. Maria und Schule; ehemalige Augustinerinnen-Klosterkirche, jetzt Pfarrkirche St. Maria, Saalbau mit Dachreiter, im Westen Schwesternkirche mit Nonnenempore im oberen Teil, Langhaus im Kern frühes 14. Jahrhundert, Chor spätgotisch, Erneuerung um 1670/90; mit Ausstattung. – Alter Friedhof; mit Ummauerung und Grabmälern des 16.–19. Jahrhundert – Ehemaliges Augustinerinnenkloster, jetzt Dominikanerinnenkloster und Schule; Pfortentrakt im Kern 15. Jahrhundert, schmaler Westtrakt 17. Jahrhundert, Hauptgebäude aus langgestrecktem gestaffeltem Nordtrakt mit drei nach Süden abzweigenden Flügeln, Mittelrisalit mit Mansard-Walmdach, Eckpavillons mit Walmdach, von Johann Michael Fischer, 1731–33. – Klostergarten, rechteckige Anlage; mit Ummauerung, wohl 17. Jahrhundert – Klostermauer mit Torbogen, wohl 17./18. Jahrhundert. Ehemalige Klosterökonomie, siehe Hauptstraße 34, 36, 38. | D-2-79-130-4  | weitere Bilder                           |
| Kirchenweg 6, 8, 12 (Standort) | Ehemaliges Augustinerinnen-Kloster       | Ehemaliges Herrenhaus, jetzt Pfarrhaus, Satteldachbau mit Strebemauern und Dachreiter, 17. Jahrhundert, im Kern mittelalterlich; mit St. Annakapelle im nördlichen Teil, wohl noch 13. Jahrhundert, barock verändert; mit Ausstattung. | D-2-79-130-4  | Ehemaliges Augustinerinnen-Kloster       |
| Kirchenweg 6, 8, 12 (Standort) | Ehemaliges Augustinerinnen-Kloster       | Ehemaliges Augustinerinnen-Klosterkirche, jetzt Pfarrkirche St. Maria, Saalbau mit Dachreiter, im Westen Schwesternkirche mit Nonnenempore im oberen Teil, Langhaus im Kern frühes 14. Jahrhundert, Chor spätgotisch, Erneuerung um 1670/90; mit Ausstattung. – Klosterkirche, tonnengewölbter Saalbau mit Emporen, Neubarockbau um 1920; mit Ausstattung. | D-2-79-130-4  | weitere Bilder                           |

### Eschlbach
| Lage                   | Objekt                                           | Beschreibung                                                                                              | Akten-Nr.     | Bild                                             |
| ---------------------- | ------------------------------------------------ | --- | ------------- | ------------------------------------------------ |
| Eschlbach 8 (Standort) | Katholische Filialkirche St. Johannes und Paulus | barocker kleiner Saalbau mit eingezogenem Chor, Dachreiter und Vorhalle, bezeichnet 1717; mit Ausstattung | D-2-79-130-13 | Katholische Filialkirche St. Johannes und Paulus |

### Gummering
| Lage                   | Objekt                               | Beschreibung                                                                                           | Akten-Nr.     | Bild           |
| ---------------------- | ------------------------------------ | --- | ------------- | -------------- |
| Gummering 3 (Standort) | Bauernhaus                           | zweigeschossiger Blockbau mit Traufschrot und verschaltem Vordach, teilweise verputzt, 18. Jahrhundert | D-2-79-130-16 | Bauernhaus     |
| Gummering 7 (Standort) | Katholische Filialkirche St. Andreas | romanische Saalkirche mit Südturm, 12. /13. Jahrhundert, spätgotisch ausgebaut; mit Ausstattung        | D-2-79-130-15 | weitere Bilder |

### Hattenkofen
| Lage                  | Objekt      | Beschreibung | Akten-Nr.     | Bild        |
| --------------------- | ----------- | --- | ------------- | ----------- |
| Hirschelau (Standort) | Waldkapelle | sogenannte Hubertuskapelle, neugotischer, weiß geschlämmter Backsteinbau mit Dachreiter, erbaut 1872; mit Ausstattung | D-2-79-130-18 | Waldkapelle |

### Hinterkreuth
| Lage                      | Objekt                     | Beschreibung                                                                                      | Akten-Nr.     | Bild |
| ------------------------- | -------------------------- | ------------------------------------------------------------------------------------------------- | ------------- | ---- |
| Hinterkreuth 1 (Standort) | Ehemaliges Kleinbauernhaus | Satteldachbau mit traufseitig verputztem Blockbau-Obergeschoss und Hochlaube, 17./18. Jahrhundert | D-2-79-130-19 | BW   |

### Höll
| Lage              | Objekt     | Beschreibung                                                               | Akten-Nr.     | Bild |
| ----------------- | ---------- | -------------------------------------------------------------------------- | ------------- | ---- |
| Höll 1 (Standort) | Bauernhaus | Satteldachbau mit Blockbau-Obergeschoss, 18./19. Jahrhundert, Dach später. | D-2-79-130-21 | BW   |

### Lichtensee
| Lage                   | Objekt     | Beschreibung                                                                                               | Akten-Nr.     | Bild |
| ---------------------- | ---------- | --- | ------------- | ---- |
| Untere Au 3 (Standort) | Bauernhaus | Satteldachbau mit teilweise verputztem Blockbau-Obergeschoss, erstes Drittel 19. Jahrhundert, Dach später. | D-2-79-130-24 | BW   |

### Lichtenseermoos
| Lage                       | Objekt      | Beschreibung | Akten-Nr.     | Bild        |
| -------------------------- | ----------- | --- | ------------- | ----------- |
| Weißgrabenacker (Standort) | Gedenkstein | der sogenannte Zeppelin-Felsen oder Zeppelinstein, Tuff-Kalkstein mit Inschrifttafel über Sockel aus Kalkstein und Granit, zur Erinnerung an eine Landung des dritten von Graf Zeppelin gebauten Luftschiffs am 1. April 1909. | D-2-79-130-25 | Gedenkstein |

### Oberviehbach
| Lage                      | Objekt                                  | Beschreibung | Akten-Nr.     | Bild                                    |
| ------------------------- | --------------------------------------- | --- | ------------- | --------------------------------------- |
| Bräustraße 1 (Standort)   | Einfirsthof                             | Wohnstallteil eines Bauernhauses, Satteldachbau mit Blockbau-Obergeschoss und Traufschrot, Giebelseite verschalt, bezeichnet 1876 (nordwestlich Waschküchenanbau von 1949).                                                                      | D-2-79-130-58 | Einfirsthof                             |
| Dorfstraße 10 (Standort)  | Kleinhaus                               | zweigeschossiger Blockbau mit Satteldach und zweiseitig umlaufendem Traufschrot, 2. Hälfte 17. Jahrhundert | D-2-79-130-32 | Kleinhaus                               |
| Dorfstraße 14 (Standort)  | Bauernhaus                              | Satteldachbau mit Traufschrot, am Wirtschaftsteil mit Blockbau-Obergeschoss, im Kern 18. Jahrhundert | D-2-79-130-33 | Bauernhaus                              |
| Dorfstraße 19 (Standort)  | Wohnhaus eines ehemaligen Vierseithofes | zweigeschossiger Traufseitbau mit Treppengiebeln und Zwerchhaus mit Treppengiebel, um 1860/70. | D-2-79-130-34 | Wohnhaus eines ehemaligen Vierseithofes |
| Dorfstraße 20 (Standort)  | Wohnhaus                                | schmaler zweigeschossiger Satteldachbau mit Giebelschrot und neugotischen Details, bezeichnet 1866. | D-2-79-130-28 | Wohnhaus                                |
| Dorfstraße 22 (Standort)  | Bauernhaus                              | Satteldachbau mit Blockbau-Obergeschoss, im Kern Ende 17. Jahrhundert, Wirtschaftsteil erneuert. | D-2-79-130-35 | Bauernhaus                              |
| Josephsberg (Standort)    | Waldkapelle                             | sogenannte Josephskapelle, kleiner Satteldachbau mit Vorhalle, Mitte 19. Jahrhundert; mit Ausstattung | D-2-79-130-40 | Waldkapelle                             |
| Kirchweg 5 (Standort)     | Ehemaliger Pfarrhof                     | Vierseitanlage; ehemaliges Pfarrhaus, dreigeschossiger Satteldachbau, um 1870; ehemaliger Stallstadel, mit Satteldach, Pferdestall bezeichnet 1871; Einfahrtstor mit Nebengebäude, kleiner Satteldachbau mit Blockbau-Kniestock, 18. Jahrhundert | D-2-79-130-37 | Ehemaliger Pfarrhof                     |
| Kirchweg 7 (Standort)     | Katholische Pfarrkirche St. Georg       | barocke Saalkirche mit eingezogenem Chor und Südturm, neu erbaut 1709; mit Ausstattung | D-2-79-130-26 | weitere Bilder                          |
| Ziegelstraße 4 (Standort) | Bauernhaus                              | Satteldachbau mit Blockbau-Obergeschoss und Traufschrot, 2. Hälfte 18. Jahrhundert | D-2-79-130-39 | Bauernhaus                              |

### Reith
| Lage               | Objekt                   | Beschreibung                                                                  | Akten-Nr.     | Bild |
| ------------------ | ------------------------ | ----------------------------------------------------------------------------- | ------------- | ---- |
| Reith 1 (Standort) | Ehemaliges Wohnstallhaus | Satteldachbau mit übertünchtem Blockbau und Traufschrot, noch 17. Jahrhundert | D-2-79-130-41 | BW   |

### Süßbach
| Lage                  | Objekt                               | Beschreibung | Akten-Nr.     | Bild           |
| --------------------- | ------------------------------------ | --- | ------------- | -------------- |
| Süßbach 1 (Standort)  | Bauernhaus                           | Satteldachbau mit verputztem Blockbau-Obergeschoss, am Traidboden offen, 2. Hälfte 18. Jahrhundert                                    | D-2-79-130-43 | BW             |
| Süßbach 2 (Standort)  | Stadel                               | Blockbau mit Satteldach, Ende 18. Jahrhundert                                                                                         | D-2-79-130-44 | BW             |
| Süßbach 13 (Standort) | Katholische Filialkirche St. Stephan | spätromanischer kleiner Saalbau mit eingezogenem Chor und Dachreiter, 13. Jahrhundert, gotisch und barock ausgebaut; mit Ausstattung. | D-2-79-130-42 | weitere Bilder |

### Vorderkreuth
| Lage                      | Objekt     | Beschreibung                                                                                       | Akten-Nr.     | Bild |
| ------------------------- | ---------- | -------------------------------------------------------------------------------------------------- | ------------- | ---- |
| Vorderkreuth 1 (Standort) | Bauernhaus | Satteldachbau mit Blockbau-Obergeschoss und Giebel- und Traufschrot, 18. Jahrhundert, Dach später. | D-2-79-130-47 | BW   |

### Walperstetten
| Lage                        | Objekt                                 | Beschreibung | Akten-Nr.     | Bild                                   |
| --------------------------- | -------------------------------------- | --- | ------------- | -------------------------------------- |
| In Walperstetten (Standort) | Katholische Filialkirche St. Magdalena | im Kern gotische Saalkirche mit nicht eingezogenem Chor und Nordturm, barock ausgebaut; mit Ausstattung                              | D-2-79-130-48 | Katholische Filialkirche St. Magdalena |
| Walperstetten 12 (Standort) | Bauernhaus                             | Satteldachbau mit Blockbau-Obergeschoss und Hochlaube, 2. Hälfte 18. Jahrhundert; Querstadel, in Blockbauweise, Ende 18. Jahrhundert | D-2-79-130-49 | BW                                     |

### Wimpersing
| Lage                    | Objekt     | Beschreibung                                                         | Akten-Nr.     | Bild |
| ----------------------- | ---------- | -------------------------------------------------------------------- | ------------- | ---- |
| Wimpersing 3 (Standort) | Bauernhaus | Satteldachbau mit Blockbau-Obergeschoss, im Kern 18./19. Jahrhundert | D-2-79-130-51 | BW   |

### Wocka
| Lage               | Objekt  | Beschreibung                                                                            | Akten-Nr.     | Bild           |
| ------------------ | ------- | --------------------------------------------------------------------------------------- | ------------- | -------------- |
| Wocka 1 (Standort) | Schloss | schlichter zweigeschossiger Rechteckbau mit Walmdach, 18. Jahrhundert, modern verändert | D-2-79-130-53 | weitere Bilder |

## Ehemalige Baudenkmäler
In diesem Abschnitt sind Objekte aufgeführt, die früher einmal in der Denkmalliste eingetragen waren, jetzt aber nicht mehr. Objekte, die in anderem Zusammenhang also z. B. als Teil eines Baudenkmals weiter eingetragen sind, sollen hier nicht aufgeführt werden. Aktennummern in diesem Abschnitt sind ehemalige, jetzt nicht mehr gültige Aktennummern.

| Lage                                 | Objekt       | Beschreibung                                                           | Akten-Nr.     | Bild         |
| ------------------------------------ | ------------ | ---------------------------------------------------------------------- | ------------- | ------------ |
| Oberviehbach Dorfstraße 3 (Standort) | Nebengebäude | schmaler Satteldachbau mit Blockbau-Obergeschoss, Ende 18. Jahrhundert | D-2-79-130-30 | Nebengebäude |

## Abgegangene Baudenkmäler
In diesem Abschnitt sind Objekte aufgeführt, die früher einmal in der Denkmalliste eingetragen waren, jetzt aber nicht mehr existieren, z. B. weil sie abgebrochen wurden. Aktennummern in diesem Abschnitt sind ehemalige, jetzt nicht mehr gültige Aktennummern.

| Lage                         | Objekt     | Beschreibung                                                       | Akten-Nr.     | Bild |
| ---------------------------- | ---------- | ------------------------------------------------------------------ | ------------- | ---- |
| Schlott Schlott 2 (Standort) | Bauernhaus | Satteldachbau mit Blockbau-Obergeschoss, 2. Hälfte 18. Jahrhundert | D-2-79-130-46 | BW   |